# Mario Raúl Verón Guerra
Mario Raúl Verón Guerra (Famaillá, 2 de mayo de 1961) es un abogado y diplomático de carrera argentino. Se ha desempeñado como embajador de Argentina ante la Unión Europea (2016-2018) y Francia (2018-2020). Actualmente es el embajador de la República Argentina en Colombia, nombrado bajo la presidencia de Javier Milei.

## Biografía
Mario Verón Guerra nació en la ciudad de Famaillá, Tucumán y por su familia materna está emparentado con el gobernador radical tucumano, Miguel Mario Campero. Estudió abogacía en la Universidad Nacional de Tucumán, finalizando sus estudios en la Universidad Nacional de Córdoba. Se especializó en política comercial.
Militante de la Unión Cívica Radical, comenzó su función pública en la Secretaría de Industria y Comercio Exterior de la Nación durante la presidencia de Raúl Alfonsín. Se unió al servicio exterior argentino en 1985, cumpliendo funciones en las embajadas argentinas en Perú, Paraguay, Brasil y Chile. En el Ministerio de Relaciones Exteriores y Culto, integró la secretaría de Relaciones Económicas Internacionales y las subsecretarías de Integración Económica y Mercosur, y de Asuntos Institucionales.
Entre 2001 y 2003 trabajó en la provincia de Mendoza, siendo asesor del gobernador Roberto Raúl Iglesias en materia de negociaciones y promoción de exportaciones e inversiones. Posteriormente representó al Ministerio de Relaciones Exteriores, Comercio Internacional y Culto en el Instituto de la Promoción de la Carne Vacuna Argentina y en el Comité de la Marca País. También estuvo a cargo de las relaciones con la Unión Europea.
En 2016, el presidente Mauricio Macri lo designó embajador ante la Unión Europea, presentando sus cartas credenciales ante el presidente del Consejo Europeo, Donald Tusk, el 1 de julio del mismo año.
En enero de 2018 fue designado embajador en Francia, para suceder a Jorge Faurie (que había sido designado Ministro de Relaciones Exteriores y Culto). Presentó sus cartas credenciales el 31 de agosto de 2018, al presidente francés Emmanuel Macron. En marzo de 2020 se ordenó el traslado desde París hacia el Ministerio de Relaciones Exteriores, finalizando sus funciones como embajador.